# Atomaria lapponica
Atomaria lapponica är en skalbaggsart som beskrevs av Johnson 1978. Atomaria lapponica ingår i släktet Atomaria, och familjen fuktbaggar. Enligt den finländska rödlistan är arten otillräckligt studerad i Finland. Enligt den svenska rödlistan är arten nära hotad i Sverige. Arten förekommer i Nedre Norrland och Övre Norrland. Artens livsmiljö är moskogar.